# Distretto di Kut Khaopun
Il distretto di Kut Khaopun (in thailandese: กุดข้าวปุ้น) è un distretto (amphoe) della Thailandia, situato nella provincia di Ubon Ratchathani.